# Helmuth Bohnenkamp
Helmuth  Bohnenkamp, in der Literatur auch häufig Helmut Bohnenkamp (* 26. April 1892 in Windischholzhausen; † 27. April 1973 in Oldenburg (Oldb)) war ein deutscher Internist und Hochschullehrer.

## Leben
Helmuth Bohnenkamp war der Sohn des Pastoren Heinrich Bohnenkamp sowie dessen Ehefrau Amanda, geborene Vahrenkamp. Nach dem Abitur in Erfurt absolvierte er ab 1911 ein Studium der Medizin an der Universität Berlin. Seitdem gehörte er der Berliner Burschenschaft Germania an. Er nahm am Ersten Weltkrieg teil und erlitt währenddessen eine schwere Kopfverletzung. Nach Kriegsende heiratete er 1919 Hildegard, geborene Stübgen. Das Paar bekam zehn Kinder. Nach Studienende wurde er zum Dr. med. promoviert und er erhielt 1919 seine Approbation. An der Universität Freiburg wurde er in den frühen 1920er Jahren Assistent von Ludwig Aschoff und war auch für Johannes von Kries tätig. Danach wechselte er an die Universität Heidelberg, wo er unter Ludolf von Krehl und Viktor von Weizsäcker seine internistische und neurologische Facharztausbildung erhielt. Er habilitierte sich 1926 für Innere Medizin in Heidelberg. Der Privatdozent  lehrte ab Anfang Oktober 1926 als außerordentlicher Professor für physikalische Therapie und pathologische Physiologie an der Universität Würzburg. Zudem wurde er Oberarzt der Medizinischen Universitäts-Klinik Würzburg.
Im Oktober 1933 folgte er Fritz Voit auf den internistischen Lehrstuhl der Universität Gießen nach und führte als Direktor die dortige Medizinische Klinik. Anfang Oktober 1934 folgte Bohnenkamp der Berufung auf den Lehrstuhl für innere Medizin und Neurologie an die Universität Freiburg. Er forderte die Freiburger Medizinische Universitätsklinik, deren Direktor er wurde, in „Medizinische und Nervenklinik“ umbenennen lassen. Dieses Ansinnen scheiterte letztlich  aufgrund des Widerstandes seiner Fakultätskollegen und führte insbesondere zu Kompetenzstreitigkeiten mit Kurt Beringer, der die Psychiatrische und Nervenklinik der Universität leitete.
Bohnenkamp beantragte am 24. Juni 1937 die Aufnahme in die NSDAP und wurde rückwirkend zum 1. Mai desselben Jahres aufgenommen (Mitgliedsnummer 4.353.772). Des Weiteren gehörte der NSV, dem NS-Dozentenbund sowie dem Reichskolonialbund an.
Zur Zeit des Nationalsozialismus lag sein Forschungs- und Publikationsschwerpunkt im Bereich Kreislaufpathologie, Stoffwechsel, Neurologie und Gewebekrankheiten. Des Weiteren widmete er sich der „Leistungsmedizin unter militärischen Extrembedingungen“. Auf Bohnenkamps Betreiben kam 1936 der bis dahin in München tätige Dietrich Jahn an die Medizinische Universitätsklinik nach Freiburg, wo dieser als Oberarzt und außerordentlicher Professor wirkte. Jahn erhielt durch das Reichsluftfahrtministerium „eine Zeuzem’sche Unterdruckkammer zur Erzeugung von künstlichem Klima jeglicher Art für die Fliegeruntersuchungen“ im Wert von 25.000 Reichsmark, die sich im Keller der Klinik befand und auch für die zivile Forschung genutzt werden konnte. Laut Zeitzeugen wurden Unterdruckversuche mit Studenten und Angehörigen von Studentenkompanien auf freiwilliger Basis durchgeführt.
Während des Zweiten Weltkrieges war er Beratender Internist beim Heer, zuletzt im Rang eines Oberstabsarztes. Er übernahm spätestens 1944 für das Oberkommando der Luftwaffe, den Chef des Sanitätswesens der Luftwaffe und der Forschungsführung des Reichsluftfahrtministeriums einen medizinischen Forschungsauftrag an der Medizinischen Universitätsklinik Freiburg, welcher der Geheimhaltung unterlag (Entwicklung einer Wechseldruckkammer).
Nach Kriegsende wurde Bohnenkamp noch im Mai 1945 für mehrere Monate interniert und aus dem Hochschulamt entlassen. Hintergrund der Entlassung Bohnenkamps war nicht primär seine NSDAP-Mitgliedschaft, sondern sein wenig konziliantes Auftreten als Klinikleiter und beratender Internist des Heeres. Die französische Militäradministration sah Bohnenkamp letztlich als „politisch schlecht beleumundet“ an, der ein „Militarist“ und Nationalsozialist gewesen sei. Sein sprunghaftes und gereiztes Auftreten wurde auf die im Ersten Weltkrieg erlittene Kopfverletzung zurückgeführt und es habe sich in Freiburg die Ansicht gebildet, dass „seine Klinik die stärkste Partei-Exponentin“ war. So soll er kriegsverletzte oder verwundete Soldaten „unerträglich hart“ auf Kriegstauglichkeit begutachtet haben. Auch der Direktor der Heil- und Pflegeanstalt Emmendingen Artur Kuhn äußerte sich negativ über Bohnenkamp: „Im Jahre 1944, - es mag zu Beginn dieses Jahres gewesen sein – kam Prof. Bohnenkamp,  welcher damals als beratender Internist im Reservelazarett Emmendingen tätig war. Er bat mich ihm einige Geisteskranke zu ärztlichen Versuchen zur Verfügung zu stellen.“ Bohnenkamp trat den Anschuldigen vehement entgegen und verfasste Gegendarstellungen. Es gab eine Vielzahl eidesstattlicher Aussagen, die ihn entweder be- oder entlasteten. Letztlich konnte er in den Hochschuldienst nicht zurückkehren, auf den internistischen Lehrstuhl der Universität Freiburg folgte ihm noch vor einer abschließenden Klärung 1946 Ludwig Heilmeyer nach. Bis 1968 stritt er mit der Freiburger Medizinischen Fakultät um eine ordnungsgemäße Emeritierung, zuletzt auch vor Gericht. Im März 1969 wurde er schließlich emeritiert. Laut Hans-Georg Hofer war „der wohl umstrittenste, in jedem Fall jedoch langwierigste Fall eines 1945 an der Medizinischen Fakultät entlassenen Ordinarius […] derjenige von Helmuth Bohnenkamp“.
Nach seiner Entnazifizierung leitete er von 1950 bis 1961 die Innere Abteilung am Evangelischen Krankenhaus in Oldenburg. Danach ließ er sich noch als internistischer Allgemeinmediziner nieder. Zudem führte er zeitweise Forschungsaufträge für die Bundesmarine am Unterseeboots- und Tauchphysiologischen Institut in Kronshagen durch. Bohnenkamp war Mitglied diverser medizinischer Gesellschaften und Autor zahlreicher Fachpublikationen. Laut Eintrag im Brockhaus untersuchte er insbesondere „die Energetik und Thermodynamik des Herzens, bes. die Wirkungsweise der Herznerven, und die Grundgesetze des Energiestoffwechsels“.